# Jezioro Rokickie Małe
Jezioro Rokickie Małe – jezioro przepływowe na Pojezierzu Starogardzkim w powiecie tczewskim (województwo pomorskie) w kierunku południowo-zachodnim od Tczewa. Z jeziora wypływa Kanał Młyński, który wpada do Wisły.

## Dane morfometryczne
Powierzchnia zwierciadła wody według różnych źródeł wynosi od 7,5 ha przez 7,8 ha do 8,7 ha.
Zwierciadło wody położone jest na wysokości 18,0 m n.p.m. Średnia głębokość jeziora wynosi 1,9 m, natomiast głębokość maksymalna 5,7 m.

## Hydronimia
Według urzędowego spisu opracowanego przez Komisję Nazw Miejscowości i Obiektów Fizjograficznych (KNMiOF) nazwa tego jeziora to Jezioro Rokickie Małe. W różnych publikacjach i na mapach topograficznych jezioro to występuje pod nazwą Małe Rokitki.